# King of Tokyo
King of Tokyo est un jeu de société, créé en 2011 par Richard Garfield édité et distribué par Iello.
À la tête d'un monstre mutant parfois de surcroît robotisé, vous devez être le premier à détruire la ville de Tokyo (en obtenant 20 points de victoire) ou bien être le dernier monstre en vie. 

## Présentation du matériel de jeu
Dans le jeu de base, six monstres sont disponibles : Alienoid, Cyber Bunny, Giga Zaur, Kraken, Meka Dragon, and The King. Dans cette version, le choix du monstre n'est que visuel alors qu'avec les extensions, des règles et cartes spécifiques (cartes évolutions) à chaque monstre ont été rajoutées.
Le principe est le suivant : grâce aux résultats obtenus avec vos dés (trois lancers maximum) vous pouvez :
1. obtenir des points de victoire,
2. mettre des "baffes" à vos adversaires pour leur faire perdre des points de vie et les rapprocher de leur destruction,
3. récupérer des points de vie,
4. emmagasiner de l'énergie qui permet, entre autres, l'achat de cartes,
5. avec les extensions obtenir des cartes évolutions.

Via les cartes achetées avec votre énergie, vous pouvez obtenir des points de victoires, infliger des dégâts mais surtout obtenir des pouvoirs spéciaux.

## Extensions officielles

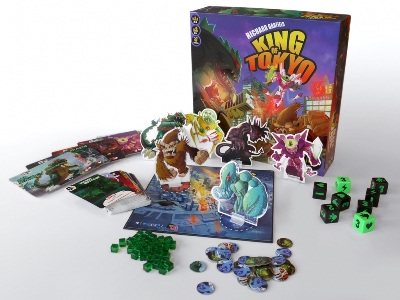
King of Tokyo

- 2012 : Power Up[2] par Richard Garfield : ajout d'un monstre le Pandakaï, ajout de 56 cartes spécifiques (évolutions) liées aux 7 monstres (les six de bases et le Pandakaï).
- 2013 : Halloween[3] par Richard Garfield : ajout de deux nouveaux monstres liés à Halloween : Pumpkin Jack et Boogie Woogie, ajout de cartes spécifiques (évolutions) liées à ces deux monstres et ajout de nouvelles règles.
- 2013 : Promo pack tournoi 2013[4] par Richard Garfield : collection de 11 cartes promotionnelles.
- 2013 : Space Penguin[5] personnage sponsorisé offert dans les conventions King of Tokyo.

## Rééditions
King of Tokyo a été réédité en 2016 : les règles ont été réécrites, le visuel de la boîte et des cartes ont été retravaillés. De plus, Space penguin a remplacé le Kraken et Cyber Kitty a remplacé Cyber Bunny.
- 2016 : réédtion du jeu de base[6]
- 2017 : réédition de Power Up[7]
- 2017 : réédition de Halloween[8]
- 2017 : Monster pack 01 : Cthulhu[9]
- 2017 : Monster Pack 02 : King Kong[10]
- 2018 : Monster Pack 03 : Anubis[11]
- 2019 : Monster Pack 04 : Cybertooth[12]
- 2020 : Dark edition[13] : édition collector du jeu avec une refonte totale du graphisme. On y retrouve le casting original et une nouveauté dans le jeu avec l'arrivée d'une jauge de méchanceté, donnant lieu à des pouvoirs supplémentaires.

## Licence dérivée
- 2014 : King of New-York[14] par Richard Garfield : jeu basé sur le même principe mais avec des règles supplémentaires, notamment liées à la destruction progressive de bâtiments.
- 2016 : Power-up[15] par  Richard Garfield : extension pour King of New-York.